# Isoetes giessii
Isoetes giessii är en kärlväxtart som beskrevs av Georg Oskar Edmund Launert. Isoetes giessii ingår i släktet braxengräs, och familjen Isoetaceae. Inga underarter finns listade i Catalogue of Life.